# Сабак, Паоло
Паоло Сабак (нидерл. Paolo Sabak; 10 февраля 1999, Бельгия) — бельгийский футболист, полузащитник.

## Карьера

### Клубная
Паоло занимался футболом в детской команде «Мехелена», затем он перешёл в «Генк».
Перед началом сезона 2016/17 Сабак был привлечён к сборам вместе с основной командой и попал в заявку на участие в чемпионате. 21 августа 2016 года полузащитник дебютировал в составе «Генка», выйдя на замену на 80 минуте игры с «Локереном».

### В сборной
Паоло выступал за юношеские сборные Бельгии.